# Adolf Kneser
Pour les articles homonymes, voir Kneser.
Adolf Kneser (19 mars 1862 à Grüssow, grand-duché de Mecklembourg-Schwerin – 24 janvier 1930 à Breslau, province de Basse-Silésie) est un mathématicien allemand qui a travaillé en géométrie algébrique et en analyse.

## Biographie
Kneser était le fils d'un pasteur protestant qui mourut alors qu'il avait un an. Il grandit à Rostock (son parrain était le physicien Johann Christian Poggendorff). Il fréquenta les universités de Rostock où il publia son premier travail (en acoustique), de Berlin (auprès de Kronecker et Weierstrass) et de Heidelberg. En 1884 il soutint à Berlin sa thèse dirigée par Kummer et Kronecker. Après avoir enseigné à Marbourg, où il passa son habilitation, puis à Breslau, il devint en 1889 professeur extraordinaire à Dorpat, russe à l'époque. En 1890 il devint professeur de mathématiques appliquées à Dorpat, en 1900 professeur à la Bergakademie (de) de Berlin et en 1905, professeur à Breslau, où il resta jusqu'à son éméritat. Il eut au moins vingt étudiants de thèse, dont Stephan Cohn-Vossen, Edwin Feyer (de), Wolfgang Gleissberg (de) et Hermann Kober (en).
Kneser travailla d'abord sur les fonctions algébriques, les fonctions elliptiques et les courbes dans l'espace, puis sur le problème de Sturm-Liouville en théorie des équations différentielles linéaires, les équations intégrales et le calcul des variations . En 1900 parut son Lehrbuch der Variationsrechnung et en 1911, son Die Integralgleichungen und ihre Anwendungen in der mathematischen Physik, dans lequel il présentait la théorie que Hibert venait de développer.
Kneser s'intéressait aussi à la philosophie et à l'histoire des sciences. En 1924 il publia Hobbes und die Staatsphilosophie et en 1928, Das Prinzip der kleinsten Wirkung von Leibniz bis zur Gegenwart.
Adolf Kneser fut président de la Deutsche Mathematiker-Vereinigung en 1929.
Sa correspondance avec Steklov fut publiée en 1980 à Moscou, par Nauka.
Hellmuth Kneser, l'un des quatre fils d'Adolf, et Martin Kneser, fils de Hellmuth, sont aussi des mathématiciens connus.